# ロベール1世 (アルトワ伯)
ロベール1世（Robert Ier d'Artois, 1216年9月25日 - 1250年2月8日）は、フランス王ルイ8世と王妃ブランシュ・ド・カスティーユの息子で、ルイ9世の弟。カペー家の支流アルトワ家の祖。

## 生涯
兄ルイ9世と共に第7回十字軍に参加してアイユーブ朝統治下のエジプトを攻撃したが、カイロへ進軍途中の1250年にマンスーラの戦いで敗死した。なお、エジプトを征服したあかつきには、ロベール1世をエジプト王に擁立する話があったという。
1237年にブラバント公アンリ2世の娘マティルドと結婚し、1男1女をもうけた。
- ブランシュ（1248年 - 1302年） - ナバラ王エンリケ1世と結婚、のちイングランド王族初代ランカスター伯エドマンドと再婚。
- ロベール2世（1250年 - 1302年） - アルトワ伯

マティルドはロベールの死後、サン＝ポル伯ギー3世と再婚した。